# Barycholos pulcher
Barycholos pulcher är en groddjursart som först beskrevs av George Albert Boulenger 1898.  Barycholos pulcher ingår i släktet Barycholos och familjen Strabomantidae. IUCN kategoriserar arten globalt som livskraftig. Inga underarter finns listade.